# 别列兹尼基
59°25′N 56°49′E / 59.417°N 56.817°E
别列兹尼基位于俄罗斯东部卡马河畔，是彼尔姆边疆区第二大城市，人口173,077（2002年）。
别列兹尼基始建于约瑟夫·斯大林执政下苏联工业快速发展的1932年。